# Aeropuerto Municipal de Nuevo Casas Grandes
El Aeropuerto de Nuevo Casas Grandes (Código IATA: NCG - Código OACI: MMCG - Código DGAC: NCG) es un pequeño campo de aviación ubicado al este de la ciudad de Nuevo Casas Grandes, Chihuahua y es operado por la alcaldía de la misma ciudad. Cuenta con una pista de aterrizaje de 1,852 metros de largo y 20 metros de ancho con gotas de viraje en ambas cabeceras, también cuenta con plataforma de aviación general, hangares y edificio terminal. Anteriormente contaba con otra pista de aterrizaje, sin embargo la poca operatividad y la expansión urbana obligaron al aeropuerto a funcionar solo con una pista.

## Información
En 2014 se entregó la documentación correspondiente para renovar el permiso de operación ante la DGAC, también se anunció la expansión de la pista a 2,500 metros y la habilitación de iluminación en la misma, así como la colocación de valla perimetral.